# Lilltjärnen (Sundsjö socken, Jämtland, 699455-147948)
Lilltjärnen är en sjö i Bräcke kommun i Jämtland och ingår i Indalsälvens huvudavrinningsområde.